# Åsjön (Bodums socken, Ångermanland, 708823-152856)
Åsjön är en sjö i Strömsunds kommun i Ångermanland och ingår i Ångermanälvens huvudavrinningsområde. Sjön har en area på 0,252 kvadratkilometer och ligger 218 meter över havet. Sjön avvattnas av vattendraget Åsjöbäcken.

## Delavrinningsområde
Åsjön ingår i det delavrinningsområde (708770-152819) som SMHI kallar för Utloppet av Sör-Vangen. Medelhöjden är 258 meter över havet och ytan är 18,38 kvadratkilometer. Det finns inga avrinningsområden uppströms utan avrinningsområdet är högsta punkten. Åsjöbäcken som avvattnar avrinningsområdet har biflödesordning 4, vilket innebär att vattnet flödar genom totalt 4 vattendrag innan det når havet efter 171 kilometer. Avrinningsområdet består mestadels av skog (63 procent) och sankmarker (21 procent). Avrinningsområdet har 0,93 kvadratkilometer vattenytor vilket ger det en sjöprocent på 5,1 procent.